# Lijst van rijksmonumenten in Ooststellingwerf

Ooststellingwerf

De gemeente Ooststellingwerf telt 56 inschrijvingen in het rijksmonumentenregister. Hieronder een overzicht.
Voor een overzicht van alle beschikbare afbeeldingen zie de categorie Rijksmonumenten in Ooststellingwerf op Wikimedia Commons.

## Appelscha
De plaats Appelscha (Stellingwerfs: Appelsche, Fries: Appelskea) telt 11 inschrijvingen in het rijksmonumentenregister. Zie de Lijst van rijksmonumenten in Appelscha voor een overzicht.

## Donkerbroek
De plaats Donkerbroek telt 7 inschrijvingen in het rijksmonumentenregister.
| Object                                                                           | Oorspronkelijke functie? | Bouwjaar                                                                                         | Architect                                       | Locatie                                        | Coördinaten?                 | Nr.?   | Afbeelding        |
| -------------------------------------------------------------------------------- | ------------------------ | ------------------------------------------------------------------------------------------------ | ----------------------------------------------- | ---------------------------------------------- | ---------------------------- | ------ | ----------------- |
| Hervormde kerk met klokkenstoel                                                  | Kerk en kerkonderdeel    | 1714 1802 (herb. klokkenstoel) 1860 (geveltoren) 1918 (herst. ingang) 1984 (renov. klokkenstoel) |                                                 | G. Wolter Smitweg 5                            | 53° 1' 1" NB, 6° 14' 0" OL   | 31717  | Meer afbeeldingen |
| Huis Ontwijk                                                                     | Woonhuis                 | kort na 1845                                                                                     |                                                 | Vaart Westzijde 1                              | 53° 0' 45" NB, 6° 14' 16" OL | 31719  | Meer afbeeldingen |
| Terrein waarin overblijfselen van bewoning en begraving                          | Archeologisch monument   | Mesolithicum, Neolithicum en Bronstijd                                                           |                                                 | ten zuiden van de Schansdijk nabij de Kruisweg | 53° 2' 11" NB, 6° 16' 22" OL | 45873  | Upload foto       |
| Terrein waarin overblijfselen van bewoning                                       | Archeologisch monument   | Paleolithicum en Mesolithicum                                                                    |                                                 | ten noorden van De Pegge nabij de Kuunder      | 53° 0' 41" NB, 6° 15' 50" OL | 45875  | Upload foto       |
| Gereformeerde kerk, orgel                                                        | Vanwege onderdelen kerk  | 1821 1920 (herb. op huidige locatie)                                                             | A. van Gruisen (1821) Bakker en Timmenga (1920) | Herenweg 72                                    | 53° 1' 5" NB, 6° 14' 38" OL  | 460746 | Upload foto       |
| Klokkebei                                                                        | Sport en recreatie       | 1929                                                                                             | M.O. Meek                                       | Tjabbekamp 3                                   | 53° 0' 17" NB, 6° 14' 22" OL | 514120 | Upload foto       |
| Boerderij in ambachtelijk-traditionele stijl met invloeden van de Overgangsstijl | Boerderij                | 1916                                                                                             | mog. H. van der Bosch                           | 't West 13                                     | 53° 0' 57" NB, 6° 12' 45" OL | 514121 | Upload foto       |

## Elsloo
De plaats Elsloo (Stellingwerfs: Else, Fries: Elslo) telt 3 inschrijvingen in het rijksmonumentenregister.
| Object                                                                                           | Oorspronkelijke functie? | Bouwjaar                 | Architect | Locatie         | Coördinaten?                  | Nr.?   | Afbeelding        |
| ------------------------------------------------------------------------------------------------ | ------------------------ | ------------------------ | --------- | --------------- | ----------------------------- | ------ | ----------------- |
| Dubbele klokkenstoel bij kerk                                                                    | Vanwege onderdelen kerk  | 1987 (renov.)            |           | bij Hoofdweg 42 | 52° 56' 19" NB, 6° 14' 20" OL | 31720  | Meer afbeeldingen |
| Onbewoond woonhuis met klein schuurtje onder rieten kap met in de topgevel twee zesruitsvensters | Boerderij                | verm. 1800-1850          |           | Hoofdweg 54a    | 52° 55' 55" NB, 6° 14' 16" OL | 31721  | Meer afbeeldingen |
| Dorpskerk (Hervormde kerk)                                                                       | Kerk en kerkonderdeel    | 1913 1993 (dakbedekking) | O.M. Meek | bij Hoofdweg 42 | 52° 56' 19" NB, 6° 14' 20" OL | 514113 | Meer afbeeldingen |

## Fochteloo
De plaats Fochteloo (Stellingwerfs, Fries: De Fochtel) telt 1 inschrijving in het rijksmonumentenregister.
| Object       | Oorspronkelijke functie? | Bouwjaar                                  | Architect | Locatie          | Coördinaten?                 | Nr.?  | Afbeelding        |
| ------------ | ------------------------ | ----------------------------------------- | --------- | ---------------- | ---------------------------- | ----- | ----------------- |
| Klokkenstoel | Vanwege onderdelen kerk  | vernieuwd in of kort na 1837 1967 (rest.) |           | t.o. Zuideinde 9 | 52° 59' 8" NB, 6° 20' 20" OL | 31722 | Meer afbeeldingen |

## Langedijke
De plaats Langedijke (Stellingwerfs: Langedieke, Fries: Langedike) telt 2 inschrijvingen in het rijksmonumentenregister.
| Object                                     | Oorspronkelijke functie? | Bouwjaar                    | Architect | Locatie                                   | Coördinaten?                  | Nr.?  | Afbeelding        |
| ------------------------------------------ | ------------------------ | --------------------------- | --------- | ----------------------------------------- | ----------------------------- | ----- | ----------------- |
| Klokkenstoel                               | Vanwege onderdelen kerk  | mog. in of kort na 1830     |           | t.o. Klokhuisdijk 1                       | 52° 58' 11" NB, 6° 16' 13" OL | 31723 | Meer afbeeldingen |
| Terrein waarin overblijfselen van bewoning | Archeologisch monument   | Mesolithicum en Neolithicum |           | aan de N361 ter hoogte van Laagduurswoude | 52° 58' 17" NB, 6° 15' 40" OL | 45878 | Upload foto       |

## Makkinga
De plaats Makkinga (Stellingwerfs: Makkinge, Fries: Makkingea) telt 3 inschrijvingen in het rijksmonumentenregister.
| Object                                          | Oorspronkelijke functie?  | Bouwjaar                                                                     | Architect   | Locatie       | Coördinaten?                 | Nr.?  | Afbeelding        |
| ----------------------------------------------- | ------------------------- | ---------------------------------------------------------------------------- | ----------- | ------------- | ---------------------------- | ----- | ----------------- |
| Bonifatiuskerk, hervormde kerk met klokkenstoel | Kerk en kerkonderdeel     | 1777                                                                         | T. Thomasz. | Brink 10      | 52° 58' 51" NB, 6° 13' 0" OL | 31724 | Meer afbeeldingen |
| De Weyert                                       | Industrie- en poldermolen | 1868 1913 (herb.) 1925 (herb. op huidige locatie) 1984 (rest.) 2006 (herst.) |             | Lyclamaweg 15 | 52° 58' 56" NB, 6° 13' 2" OL | 31725 | Meer afbeeldingen |
| Villa Nova                                      | Woonhuis                  | ca. 1850                                                                     |             | Lyclamaweg 17 | 52° 58' 58" NB, 6° 13' 4" OL | 31726 | Villa Nova        |

## Nijeberkoop
De plaats Nijeberkoop (Stellingwerfs: Ni'jberkoop, Fries: Nijeberkeap) telt 1 inschrijving in het rijksmonumentenregister.
| Object                  | Oorspronkelijke functie? | Bouwjaar      | Architect | Locatie         | Coördinaten?                  | Nr.?  | Afbeelding        |
| ----------------------- | ------------------------ | ------------- | --------- | --------------- | ----------------------------- | ----- | ----------------- |
| Klokkenstoel op kerkhof | Vanwege onderdelen kerk  | 1948 (renov.) |           | bij Bovenweg 30 | 52° 57' 33" NB, 6° 10' 58" OL | 31727 | Meer afbeeldingen |

## Oldeberkoop
De plaats Oldeberkoop (Stellingwerfs: Berkoop, Fries: Aldeberkeap) telt 12 inschrijvingen in het rijksmonumentenregister. Zie de Lijst van rijksmonumenten in Oldeberkoop voor een overzicht.

## Oosterwolde
De plaats Oosterwolde (Fries: Easterwâlde) telt 9 inschrijvingen in het rijksmonumentenregister. Zie de Lijst van rijksmonumenten in Oosterwolde (Friesland) voor een overzicht.

## Ravenswoud
De plaats Ravenswoud (Stellingwerfs: Raevenswoold, Fries: Ravenswâld) telt 1 inschrijving in het rijksmonumentenregister.
| Object                                 | Oorspronkelijke functie? | Bouwjaar                     | Architect | Locatie             | Coördinaten?                 | Nr.?   | Afbeelding                             |
| -------------------------------------- | ------------------------ | ---------------------------- | --------- | ------------------- | ---------------------------- | ------ | -------------------------------------- |
| IJzeren ophaalbrug over de Eerste Wijk | Brug                     | mog. 1894 1955 (landhoofden) |           | bij Compagnonsweg 6 | 52° 58' 0" NB, 6° 22' 27" OL | 527736 | IJzeren ophaalbrug over de Eerste Wijk |

## Tronde
De plaats Tronde telt 1 inschrijving in het rijksmonumentenregister.
| Object   | Oorspronkelijke functie?  | Bouwjaar                                                  | Architect    | Locatie             | Coördinaten?                  | Nr.?   | Afbeelding        |
| -------- | ------------------------- | --------------------------------------------------------- | ------------ | ------------------- | ----------------------------- | ------ | ----------------- |
| Vesuvius | Industrie- en poldermolen | ca. 1900 1978 (rest.) 1987 (plaatsing op huidige locatie) | R.W. Dijksma | Stobbepoel, Haerweg | 52° 57' 25" NB, 6° 13' 60" OL | 386197 | Meer afbeeldingen |

## Twijtel
De plaats Twijtel (Fries: Twitel) telt 1 inschrijving in het rijksmonumentenregister.
| Object                                  | Oorspronkelijke functie? | Bouwjaar      | Architect | Locatie                                   | Coördinaten?                 | Nr.?  | Afbeelding  |
| --------------------------------------- | ------------------------ | ------------- | --------- | ----------------------------------------- | ---------------------------- | ----- | ----------- |
| Terrein met overblijfselen van bewoning | Archeologisch monument   | Paleolithicum |           | bij de Prikkedam zuidelijk van de Tjonger | 52° 58' 57" NB, 6° 11' 6" OL | 45879 | Upload foto |

## Waskemeer
De plaats Waskemeer (Fries: Waskemar) telt 4 inschrijvingen in het rijksmonumentenregister.
| Object                                             | Oorspronkelijke functie? | Bouwjaar                      | Architect | Locatie     | Coördinaten?                 | Nr.?   | Afbeelding  |
| -------------------------------------------------- | ------------------------ | ----------------------------- | --------- | ----------- | ---------------------------- | ------ | ----------- |
| Terrein met overblijfselen van bewoning            | Archeologisch monument   | Mesolithicum en Paleolithicum |           | Blauwe Bos  | 53° 2' 60" NB, 6° 18' 33" OL | 45870  | Upload foto |
| Terrein met overblijfselen van bewoning            | Archeologisch monument   | Mesolithicum en Paleolithicum |           | Blauwe Bos  | 53° 2' 57" NB, 6° 18' 18" OL | 45871  | Upload foto |
| Terrein met overblijfselen van bewoning            | Archeologisch monument   | Mesolithicum en Paleolithicum |           | Blauwe Bos  | 53° 2' 53" NB, 6° 17' 21" OL | 45872  | Upload foto |
| Arbeiderswoning in ambachtelijk-traditionele stijl | Woonhuis                 | 1914                          | M.O. Meek | Kruisweg 19 | 53° 2' 21" NB, 6° 16' 41" OL | 514123 | Upload foto |

Achtkarspelen ·
Ameland ·
Dantumadeel ·
De Friese Meren ·
Harlingen ·
Heerenveen ·
Leeuwarden ·
Noardeast-Fryslân ·
Ooststellingwerf ·
Opsterland ·
Schiermonnikoog ·
Smallingerland ·
Súdwest-Fryslân ·
Terschelling ·
Tietjerksteradeel ·
Vlieland ·
Waadhoeke ·
Weststellingwerf